# Tsjecho-Slowakije op de Olympische Zomerspelen 1956
Tsjecho-Slowakije nam deel aan de Olympische Zomerspelen 1956 in Melbourne, Australië.
De atleten waren van plan met het vliegtuig terug te keren, maar vanwege een dreiging van een terroristische aanslag werd er per boot en trein terug naar Moskou gereisd en vervolgens per vliegtuig naar Praag. De reis nam 31 dagen in beslag.

## Medailles

### 1Goud
- Atletiek - Vrouwen discuswerpen, Olga Fikotová

### 2Zilver
- Schieten - 50 m geweer drie posities, Otakar Hořínek
- Turnen - Vrouwen evenwichtsbalk, Eva Bosáková
- Wielersport - 1.000 m tijdrit, Ladislav Fouček
- Wielersport - tandem; Ladislav Fouček, Václav Machek

### 3Brons
- Atletiek - Mannen kogelstoten, Jiří Skobla

## Resultaten en deelnemers per onderdeel

### Atletiek
Mannen marathon
- Emil Zátopek — 2:29.34 (→ 6e plaats)
- Pavel Kantorek — 2:52.05 (→ 27e plaats)

### Roeien
Tsjechoslowakije nam in 1956 met 11 heren deel aan twee van de zeven roei-onderdelen.
Heren skiff (2 personen)
- Albert Krajmer
- František Reich

Heren acht
- Josef Věntus
- Eduard Antoch
- Ctibor Reiskup
- Jan Švéda
- Josef Švec
- Zdeněk Žára
- Jan Jindra
- Stanislav Lusk
- Miroslav Koranda (cox)

### Schietsport
Tsjechoslowakije nam deel met vier personen.  
Heren 50 m pistool
- František Maxa

50 m geweer, drie posities
- Otakar Hořínek

50 m geweer, buikligging
- Otakar Hořínek

heren kleiduivenschieten
- František Čapek
- Igor Treybal

### Wielersport
Mannen 1.000 m scratch sprint
- Ladislav Fouček — 6e plaats

Mannen 1.000 m tijdrit
- Ladislav Fouček — 1.11,4 (→  Zilver)

Mannen 2.000 m tandem
- Ladislav Fouček
Václav Machek —  Zilver

Mannen 4.000 m ploegenachtervolging
- František Jursa
Jaroslav Cihlár
Jirí Nouza
Jirí Opavský — 7e plaats

Mannen individuele wegwedstrijd
- František Jursa — niet gefinisht (→ niet geklasseerd)
- Jaroslav Cihlár — niet gefinisht (→ niet geklasseerd)
- Jirí Nouza — niet gefinisht (→ niet geklasseerd)
- Jirí Opavský — niet gefinisht (→ niet geklasseerd)